# Kepler-56b
Kepler-56b es uno de los tres planetas extrasolares que orbitan la estrella Kepler-56. Fue descubierta por el método de tránsito astronómico en el año 2012. Kepler-56b ha sido descubierto por el telescopio espacial Kepler y fue clasificado inicialmente como candidato a planeta. Transita su estrella cada 10,50 días durante 13,5401 horas. Periódicas variaciones temporales de tránsito confirman su naturaleza planetaria.